# Maria Józefa Antonina Wittelsbach
Maria Józefa Antonina Walburga Felicitas Regula Wittelsbach (ur. 30 marca 1739 w Monachium, zm. 28 maja 1767 w Wiedniu) – księżniczka bawarska, cesarzowa, córka cesarza Karola VII Bawarskiego i Marii Amalii Habsburg, córki cesarza Józefa I.

## Życiorys
23 stycznia 1765 r. w pałacu Schönbrunn poślubiła króla rzymskiego (Niemiec), arcyksięcia Józefa Habsburga (1741–1790), syna cesarza Franciszka I Lotaryńskiego i Marii Teresy Habsburg, królowej Czech i Węgier, córki cesarza Karola VI. Małżeństwo to nie było udane. Józef (cesarz od 1765) nie cierpiał swojej żony. Sypialnię małżeńską przedzielił ścianą, a żonę lżył i obrażał. Maria Teresa próbowała go nakłonić choćby do napisania listu do żony, na co Józef odpowiedział: Byłoby mi bardziej miłe i wprawiłoby mnie w mniejsze zakłopotanie, gdybym miał napisać do Wielkiego Mogoła.
Maria Józefa zmarła na ospę. Została pochowana w Krypcie Cesarskiej Kościoła Kapucynów w Wiedniu.